# Mick Harvey
Michael John Harvey, nacido el 29 de agosto de 1958 en Rochester (Victoria), Australia, es un músico australiano de rock, conocido sobre todo por sus colaboraciones con el cantautor Nick Cave. Mick es multinstrumentista, tocando la guitarra, bajo, teclados y batería, además se ha desempeñado como compositor y productor.
Fue miembro fundacional de los Bad Seeds, habiendo colaborado con Cave también en sus anteriores grupos: The Boys Next Door y The Birthday Party. La colaboración duró hasta enero de 2009, cuando anunció que dejaba The Bad Seeds. Además de seguir con su carrera como solista, se dedicó a la composición de bandas sonoras y producción de discos de otros artistas.
En solitario ha grabado tres discos de versiones del cancionero de Serge Gainsbourg, Intoxicated Man (1995), Pink Elephants (1997) y Delirium Tremens (2016), así como varios discos con material propio y versiones: One Man's Treasure (2005), Two Of Diamonds (2007), Sketches from the Book of Dead (2011), Four (Acts of Love) (2013), The Fall and Rise of Edgar Bourchier and the Horrors of War (2018), Phantasmagoria in Blue (2023, junto a Amanda Acevedo) y Five Ways to Say Goodbye (2024).
También ha compuesto bandas sonoras para cine. Junto a Nick Cave y Blixa Bargeld firmó las bandas sonoras de los filmes Ghosts... Of The Civil Dead (1989) y To Have And To Hold (1996) ambos dirigidas por John Hillcoat. Junto a Alex Hacke puso música a Vaterland (1992) de Uli M. Schüppel y en solitario a Alta Marea (1991) y a Go For Gold (1997) de Lucian Segura y Australian Rules (2002) de Paul Goldman.
Al margen de Nick Cave ha colaborado con múltiples artistas como Peter Lillee, The Moodists, Cindytalk, Barry Adamson, Die Haut, Robert Forster, Hugo Race, Anita Lane o The Cruel Sea. Destacables son sus aportaciones a los discos de PJ Harvey, To Bring You My Love (1995), Is This Desire? (1998), Stories From The City, Stories From The Sea (2000),Let England Shake (2011) y The Hope Six Demolition Project (2015).